# 광주광역시도시공사
광주광역시도시공사(光州廣域市都市公社)는 광주광역시가 3개 공사공단(도시개발, 체육시설, 교통사업)을 통합하고 자본금 전액을 출자하여 1999년 6월 1일 설립한 공기업이다. 광주광역시 서구 시청로 26(치평동 1247-4번지) 빛고을고객센터에 위치하고 있다.

## 설립 근거
- 지방자치법 제146조 및 지방공기업법 제49조
- 광주광역시도시공사 설치조례(제2394호)

## 설립 목적
지방공기업법과 광주광역시도시공사설치 조례가 정하는 바에 의하여 도시개발사업과 광주광역시장이 지정하는 공공시설물을 효율적으로 관리 운영함으로써 지역사회 발전과 시민복리 증진에 기여함을 목적으로 한다.

## 주요 업무
- 주택의 건설, 일반건축물의 취득, 개발, 분양, 임대, 관리 및 부대사업
- 택지개발, 분양, 관리사업
- 도시 및 주건환경 정비사업
- 지방공업단지조성사업
- 건설자재 생산 및 공급
- 하천개발 및 관련사업
- 도시환경개선 및 청소위생사업
- 광역 일반 폐기물 처리 시설의 설치 운영 및 자원 재활용 사업
- 매장 및 묘지 등의 사업과 그 부대사업
- 조경 및 양묘 사업
- 지방 도로 사업(유료 도로에 한함)
- 체육 시설물 건설 및 관리 운영
- 주차장 설치 운영 및 수탁 관리 사업 (공영 유료 주차장 포함)
- 공원, 화장장, 지하 상가 등 지방자치단체 시설물 관리 사업
- 지방 공기업법 제2조의 규정에 의한 사업
- 국가 또는 지방자치단체 및 공공단체가 위탁하는 사업
- 위 사업과 관련한 부대사업
- 기타 시장이 필요하다고 인정하는 사업

## 연혁
- 1993. 2. 17: 교통관리공사 창립
- 1993. 6. 18: 도시개발공사설립조례 공포
- 1993. 9. 1: 도시개발공사 창립
- 1995. 5. 19: 체육시설관리공단 창립
- 1999. 6. 1: 도시공사 발족 - 도시개발공사와 시설관리공단 통합
- 1998. 9. 1: 시설관리공단 발족 - 체육시설관리공단과 교통관리공사 통합
- 2003년 6월 1일 경영혁신에 따른 조직개편( 1실 4부 1사업소 12팀 1관리사무소)
- 2004년 1월 1일 골재관리팀 신설
- 2004년 12월 31일 광역위생매립장 관리업무 환경시설공단으로 이관
- 2005년 5월 13일 위생매립장 이관
- 2005년 6월 1일 국민생활관 반환
- 2005년 9월 30일 기업형 팀제개편(2본부 1단 18팀)
- 2005년 12월 31일 여성발전센터 수영장 및 노상주차장(5개소) 반환
- 2006년 12월 31일 노상주차장 반환(2개소)
- 2007년 5월 2일 혁신도시 건설 추진에 따른 조직개편(2본부 2사업단 18팀)
- 2007년 5월 31일 차량견인사업 자치구 환원
- 2007년 7월 11일 자본금 증자(980억원→1,054억원)
- 2007년 12월 1일 직종·직급 단일화 및 정원조정
- 2008년 9월 10일 신사업개발팀 신설
- 2009년 3월 31일 신사업 확장등 조직개편(2본부 1실 3단 17팀)
- 2009년 7월 23일 자본금 증자(1,054억원→1,625억원)
- 2009년 9월 25일 신사업 확장 등 조직개편(2본부 1실 4단 16팀 1사업소)
- 2010년 9월 17일 신사업 확장 등 조직개편(2본부 3처 1단 1실 15팀 1사업소)
- 2011.12.14: 선진화계획에 의한 조직개편(3본부 1실 2관 13팀 1사업소)
- 2011.12.27: 증심사주차장 수탁운영(448면)
- 2011.12.28: 자본금 증자(1,625억원→1,953억원)
- 2012. 1. 1: 어린이교통공원 이관(광주교통문화연수원)

## 조직

### 사장
- 홍보감사실
- 골프장사업단

#### 경영본부
- 총무팀
- 회계팀
- 분양팀
- 시설운영팀
  - 상무신도심골프연습장
  - 실내수영장
  - 실내빙상장
  - 염주골프센터
  - 황금주차장
- 영락공원사업소

##### 경영기획처
- 경영전략팀
- 예산팀

#### 건설본부

##### 개발처
- 신사업개발팀
- 개발사업팀
- 조경팀
  - 어린이교통공원
- 혁신도시팀
- 보상팀

##### 건축처
- 건축팀
- 주택팀
  - 지하상가
  - 쌍촌영구임대아파트
  - 하남영구임대아파트
  - 금호영구임대아파트
  - 신창국민임대아파트
  - 하남2국민임대아파트
  - 하남2공공임대아파트
- 도시재생팀
- 건축설비팀

## 인원 현황
| 계  | 임원 | 행정 | 행정·기술 | 기술 | 사무 | 기계·전기 | 업무 |
| --- | ---- | ---- | --------- | ---- | ---- | --------- | ---- |
| 254 | 3    | 58   | 4         | 52   | 32   | 16        | 88   |

## 같이 보기
- 광주광역시
- 대한민국의 공공기관 목록 (지방자치단체별)